# Lamprologini
Lamprologini – takson obejmujący kilka rodzajów ryb z rodziny pielęgnicowatych (Cichlidae), charakteryzujących się składaniem ikry na twardym podłożu (ryby litofilne). Większość z nich tworzy trwałe, przystępujące do rozrodu pary, u których brak jest dymorfizmu w ubarwieniu.
Takson ten jest zwykle klasyfikowany w randze plemienia, powszechnie uznawany za takson monofiletyczny, ale monofiletyzm zaliczanych do niego rodzajów jest dyskutowany. Szeroko prowadzone badania filogenezy podrodziny Pseudocrenilabrinae wskazują potrzebę przeprowadzenia rewizji taksonomicznych w jej obrębie.
Do Lamprologini zaliczane są afrykańskie gatunki endemicznych pielęgnic z jeziora Tanganika, kilka gatunków rozprzestrzenionych w sieci rzecznej Konga oraz jeden (Neolamprologus devosi) z rzeki Malagarasi w Tanzanii. W jeziorze Tanganika stanowią najliczniejszą grupę pielęgnic. Skolonizowały wszystkie strefy jeziora, ale najliczniej występują w strefie przybrzeżnej. Wykazują znaczne różnice morfologiczne, ekologiczne i behawioralne. Niektóre są drapieżnikami o znacznych rozmiarach, pływającymi w strefie otwartej toni, inne są średniej wielkości rybami żywiącymi się bezkręgowcami lub roślinnością, a wśród najmniejszych jest wiele muszlowców – gatunków chroniących się i rozmnażających w pustych muszlach mięczaków.
Lamprologini obejmuje około 100 gatunków klasyfikowanych w rodzajach:
- Altolamprologus
- Chalinochromis
- Julidochromis
- Lamprologus
- Lepidiolamprologus
- Neolamprologus
- Telmatochromis
- Variabilichromis

Typem nomenklatorycznym jest Lamprologus.